# Smith & Wesson M&P15
El Smith & Wesson M&P15 es la versión semiautomática del fusil AR-15 producida por la Smith & Wesson. Fue introducido en 2006. La línea de productos M&P de Smith & Wesson fue diseñada para los mercados de armas militares, policiales y civiles.

## Historia
"M&P" es el acrónimo de "Military & Police", siendo empleado como un homenaje al revólver  Smith & Wesson .38 Military & Police. "En 1899, la Smith & Wesson introdujo el revólver .38 Military & Police, que sería uno de sus revólveres más exitosos. Esta era un arma innovadora, desde su armazón macizo y su sistema de eyección, hasta los cartuchos que disparaba. El .38 Military & Police, hoy conocido como el Modelo 10, está en producción continua desde 1899 y se han producido más de 6 millones de unidades".
El M&P15 fue presentado en el SHOT Show de 2006, con dos variantes: el M&P15 y el M&P15T. Ambos son básicamente el mismo fusil, que dispara el cartucho 5,56 x 45 OTAN, con el modelo T estando equipado con mecanismos de puntería plegables y un guardamanos con rieles en sus cuatro lados. Para reducir los costos de producción del diseño original, se les retiró la cubierta guardapolvo y el botón de empuje frontal. Estos fusiles fueron producidos inicialmente para la Smith & Wesson por Stag Arms, pero eran estampados y publicitados bajo la marca Smith & Wesson. Actualmente, la Smith & Wesson produce la mitad inferior del cajón de mecanismos, mientras que el cañón es suministrado por la Thompson/Center Arms, una empresa comprada por la Smith & Wesson en 2007.
La producción total de fusiles de la Smith & Wesson se ha incrementado con el paso de los años desde que entró al mercado de fusiles. En el pasado, esta empresa ofertaba fusiles y escopetas fabricadas por otras empresas, pero no había fabricado un arma larga desde la Segunda Guerra Mundial para cumplir un contrato del Ejército británico. La empresa entró al mercado de las armas largas porque en 2007 se estimó como un mercado con un valor de $1.100.000.000, 80% más grande que el valor del mercado estadounidense de armas cortas.

Esquema del sistema de empuje directo.

Esquema del sistema de pistón con recorrido corto.

En mayo de 2008, la Smith & Wesson introdujo el M&P15R, su primer fusil semiautomático con nuevo calibre. Este fusil está basado en el AR-15, pero dispara el cartucho ruso 5,45 x 39. Esto se hizo debido a la disponibilidad de baratos cartuchos de 5,45 mm y fusiles tipo AK provenientes de Europa del Este. Sin embargo, pocos tiradores deseaban tener un costoso clon del AR-15 que disparaba un cartucho no estándar y precisaba cargadores especiales. En consecuencia, la producción del modelo cesó al poco tiempo por las escasas ventas.
En enero de 2009, la Smith & Wesson introdujo sus primeros fusiles con pistón de recorrido corto: el M&P15 PS y el M&P15 PSX (con pistón de AR-15).
En 2011 se inrodujeron los fusiles M&P15 Sport y M&P15 Whisper. El Smith & Wesson M&P10, una versión semiautomática del AR-10, fue introducido en 2013.
El M&P15 Sport II fue introducido en 2016. Está equipado con un botón de empuje frontal y una cubierta guardapolvo, que no están presentes en el M&P15 original.

## Diseño
Este fusil está basado en el AR-15. La Smith & Wesson oferta los fusiles semiautomáticos M&P15 en distintas configuraciones, según las aplicaciones de tiro específicas y estilos. Tiene varios modelos que disparan los cartuchos 5,56 x 45 OTAN, .223 Remington, .22 Long Rifle y 5,45 x 39. El ánima de los cañones puede estar nitrocarburada o cromada, mientras que el cajón de mecanismos de aluminio está anodizado y tiene un acabado negro.
El modelo estándar tiene una culata ajustable CAR-15 y viene con un cargador de 10 o 30 cartuchos. El modelo Compliant (diseñado para el mercado de California) tiene una culata CAR-15 fijada en posición extendida (con una longitud promedio de 857 mm; 33,75 pulgadas) y viene con un cargador de 10 cartuchos.
La versión de tiro al blanco del Smith & Wesson Performance Center tiene un cañón pesado de 457 mm (18 pulgadas) de longitud cuya boca está roscada para instalarle cualquier compensador tipo AR-15/M16, un guardamanos flotante, rieles Picatinny integrados y un cargador de 10 cartuchos.

## Usuarios
- Estados Unidos
  - División de Investigación del Internal Revenue Service[20]
  - Departamento Metropolitano de Policía de Las Vegas[21]
  - Oficina del Sheriff del Condado de Maricopa: M&P15 MOE Mid[22]
  - Policía del Estado de Virginia Occidental[23]

## Smith & Wesson M&P15-22
El Smith & Wesson M&P15-22 es la versión calibre 5,5 mm del M&P15, que dispara el cartucho .22 Long Rifle y es accionada por retroceso. Las dos mitades de su cajón de mecanismos están hechas de polímero. Es idéntico a un AR-15, salvo por su sistema de disparo y el cartucho que utiliza.